# Élections législatives arubaines de 2024
Les élections législatives arubaines de 2024 se déroulent le 6 décembre 2024 afin de renouveler les membres du parlement d'Aruba, l'un des États constitutifs du royaume des Pays-Bas.
Initialement prévues pour juin 2025, les élections sont convoquées de manière anticipée à la suite de la démission du gouvernement de la ministre-présidente Evelyn Wever-Croes.

## Contexte
Le 9 septembre 2024, le deuxième cabinet de la ministre-présidente Evelyn Wever-Croes du Mouvement électoral du peuple (MEP) démissionne à la suite du vote pour la présidence des États d'Aruba qui voit Raymond Kamperveen (RAIZ) élu avec l'aide de l'opposition face au président sortant Edgard Vrolijk (MEP), candidat à sa réélection. Cet événement marque la rupture de l'accord de coalition entre RAIZ et MEP, selon Wever-Croes,.
La chute du gouvernement a lieu environ neuf mois avant les prochaines élections législatives, prévues pour juin 2025. À la demande du cabinet, le gouverneur d'Aruba dissout les États et convoque des élections anticipées pour le 6 décembre.

## Système politique et électoral
L'île d'Aruba est une île néerlandaise des caraïbes organisée sous la forme d'une monarchie parlementaire. L'île forme un État du Royaume des Pays-Bas à part entière depuis qu'elle s'est séparée des Antilles néerlandaises en 1986. Le roi Guillaume-Alexandre en est nominalement le chef de l'État et y est représenté par un gouverneur.
Le parlement est monocaméral. Son unique chambre, appelée États d'Aruba, est composée de 21 députés élus pour 4 ans selon un mode de scrutin proportionnel plurinominal dans une unique circonscription. Les États d'Aruba nomment le ministre-président et les sept membres du Conseil des ministres qu'il dirige. Ce même ministre-président propose au souverain un gouverneur d'Aruba, représentant de la couronne nommé pour six ans.

## Résultats
|                          |                                                        |        |       |      |        |               |  |  |  |
| Parti                    | Parti                                                  | Voix   | %     | +/-  | Sièges | +/-           |  |  |  |
|                          | Parti populaire arubais (AVP)                          | 17 872 | 32,21 | 0,93 | 9      | 2             |  |  |  |
|                          | Mouvement électoral du peuple (MEP)                    | 17 560 | 31,66 | 3,66 | 8      | 1             |  |  |  |
|                          | FUTURO                                                 | 7 351  | 13,24 | Nv   | 3      | 3             |  |  |  |
|                          | Parti patriotique arubain (PPA)                        | 3 538  | 6,38  | 3,29 | 1      | 1             |  |  |  |
|                          | RAIZ                                                   | 2 324  | 4,19  | 5,15 | 0      | 2             |  |  |  |
|                          | Action 21                                              | 2 203  | 3,97  | 1,85 | 0      | 1             |  |  |  |
|                          | Mouvement pour la souveraineté d'Aruba (MAS)           | 1 727  | 3,10  | 4,89 | 0      | 2             |  |  |  |
|                          | Lutte pour la réforme (LPR)                            | 1 349  | 2,43  | Nv   | 0      | en stagnation |  |  |  |
|                          | Réseau démocratique (RED)                              | 635    | 1,14  | 1,9  | 0      | en stagnation |  |  |  |
|                          | Hubentud Treciendo Cambio (HTC)                        | 505    | 0,91  | 0,49 | 0      | en stagnation |  |  |  |
|                          | Chrétiens unis renforçant le potentiel d'Aruba (CURPA) | 423    | 0,76  | 0,23 | 0      | en stagnation |  |  |  |
|                          |                                                        |        |       |      |        |               |  |  |  |
| Votes valides            | Votes valides                                          | 55 487 | 98,27 |      |        |               |  |  |  |
| Votes blancs et nuls     | Votes blancs et nuls                                   | 976    | 1,73  |      |        |               |  |  |  |
| Total                    | Total                                                  | 56 463 | 100   | –    | 21     | en stagnation |  |  |  |
| Abstentions              | Abstentions                                            | 13 361 | 19,12 |      |        |               |  |  |  |
| Inscrits / participation | Inscrits / participation                               | 69 824 | 80,88 |      |        |               |  |  |  |

## Conséquences
Le 28 décembre 2024, l'AVP et FUTURO concluent un accord afin de former un potentiel nouveau gouvernement. Conformément à la loi de 2021 sur l'intégrité du gouvernement, les négociateurs des deux partis sont contrôlés en amont par le pouvoir judiciaire et les services de sécurité de l'État. Le processus de filtrage s'achève le 15 janvier 2025, permettant aux deux partis de débuter les négociation pour finaliser un accord de gouvernement. L'accord est finalement conclu en mars 2025, l'ancien Premier ministre de 2009 à 2017 Mike Eman revient à la tête du gouvernement. Il prête serment le 28 mars 2025.